# Notiobiella hainana
Notiobiella hainana là một loài côn trùng trong họ Hemerobiidae thuộc bộ Neuroptera. Loài này được C.-k. Yang & Liu miêu tả năm 2002.